# 大境洞窟住居跡
大境洞窟住居跡（おおざかいどうくつじゅうきょあと）は、富山県氷見市大境にある洞窟遺跡である。国の史跡に指定されている。6つの文化層を持つ縄文時代中期から中世の複合遺跡である。

## 概要

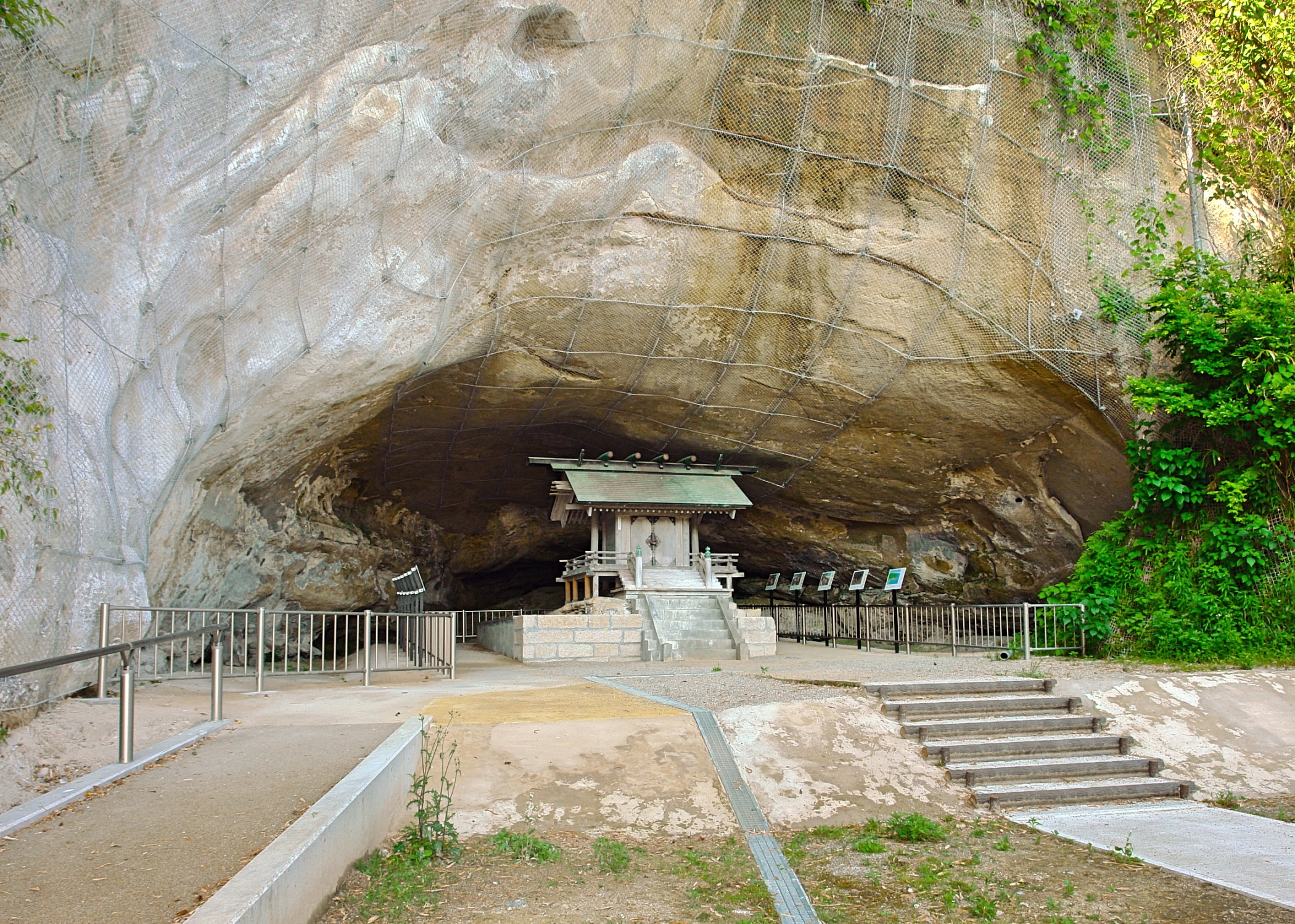
大境洞窟住居跡

この住居跡は、氷見市大境漁港の近くにある白山神社裏手の洞窟内にあり、1918年（大正7年）に社殿を改築しようとしたところ、骨や土器が出土した。その後、東京大学人類学研究室の柴田常恵らによって詳しい調査が行われ、縄文時代から中世にかけての土器、陶磁器や人骨、獣の骨が出土した。この時に実施された調査は、日本初の洞窟遺跡の発掘調査であるとともに、本格的な層位学的発掘調査の嚆矢となるものであった。